# Ludgershall (Wiltshire)
Pour les articles homonymes, voir Ludgershall.
Ludgershall est une ville et une paroisse civile du Wiltshire, en Angleterre. Elle est située dans l'est du comté, près de la frontière du Hampshire, à 26 km au nord-est de la ville de Salisbury. Au recensement de 2011, la paroisse civile de Ludgershall, qui comprend également les hameaux de Faberstown et Biddesden, comptait 4 427 habitants.

## Étymologie
Dans le Domesday Book, compilé en 1086, la ville figure sous le nom de Litlegarsele.

## Patrimoine
La ville abrite les ruines du château de Ludgershall, une résidence royale en usage du XIIe au XVe siècle. Son église paroissiale, dédiée à saint Jacques, remonte également au XIIe siècle et constitue un monument classé de grade I depuis 1964. Le hameau de Biddesden abrite quant à lui le haras de Biddesden House, monument classé de grade I depuis 1952

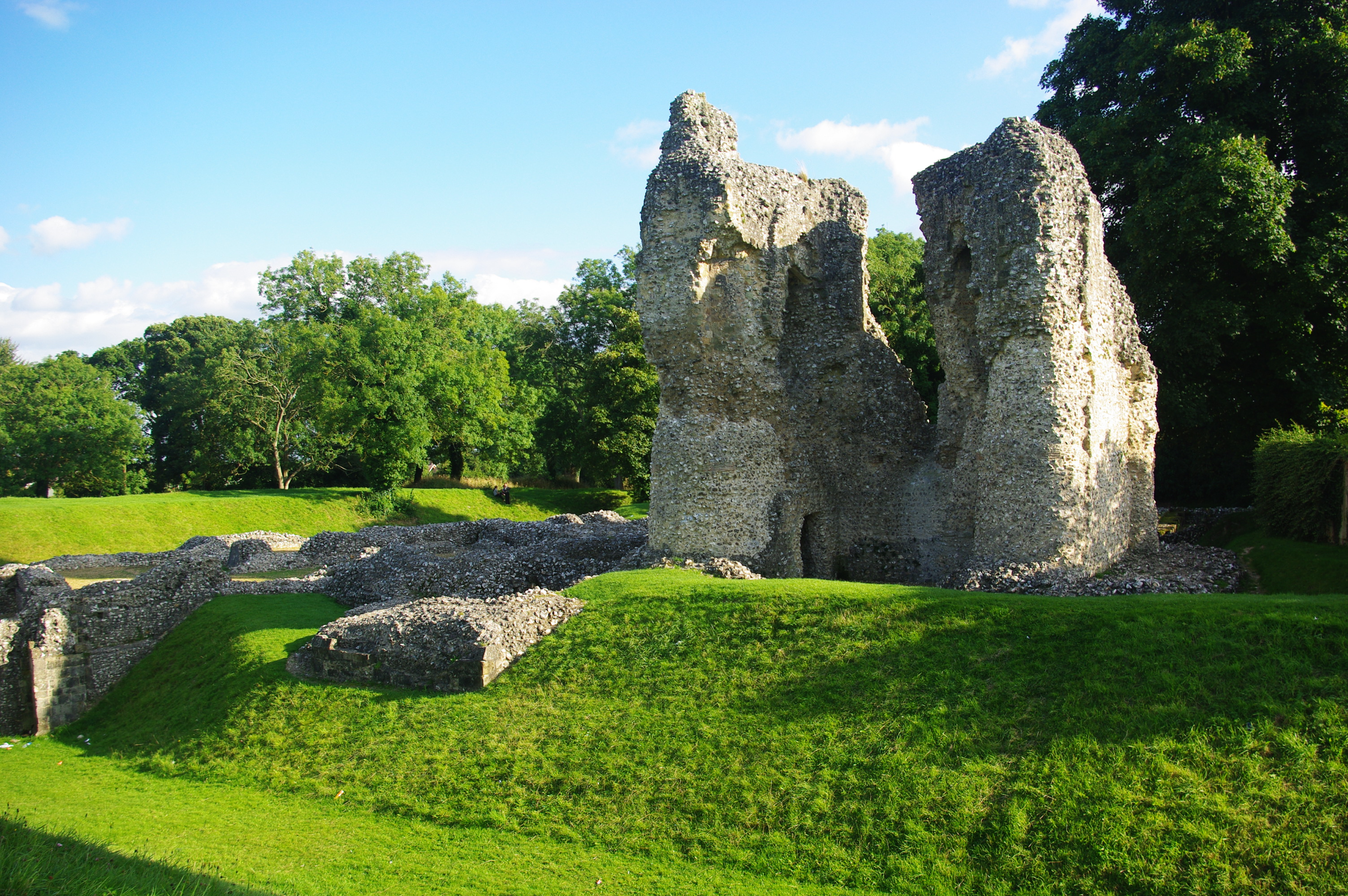
Les ruines du château.
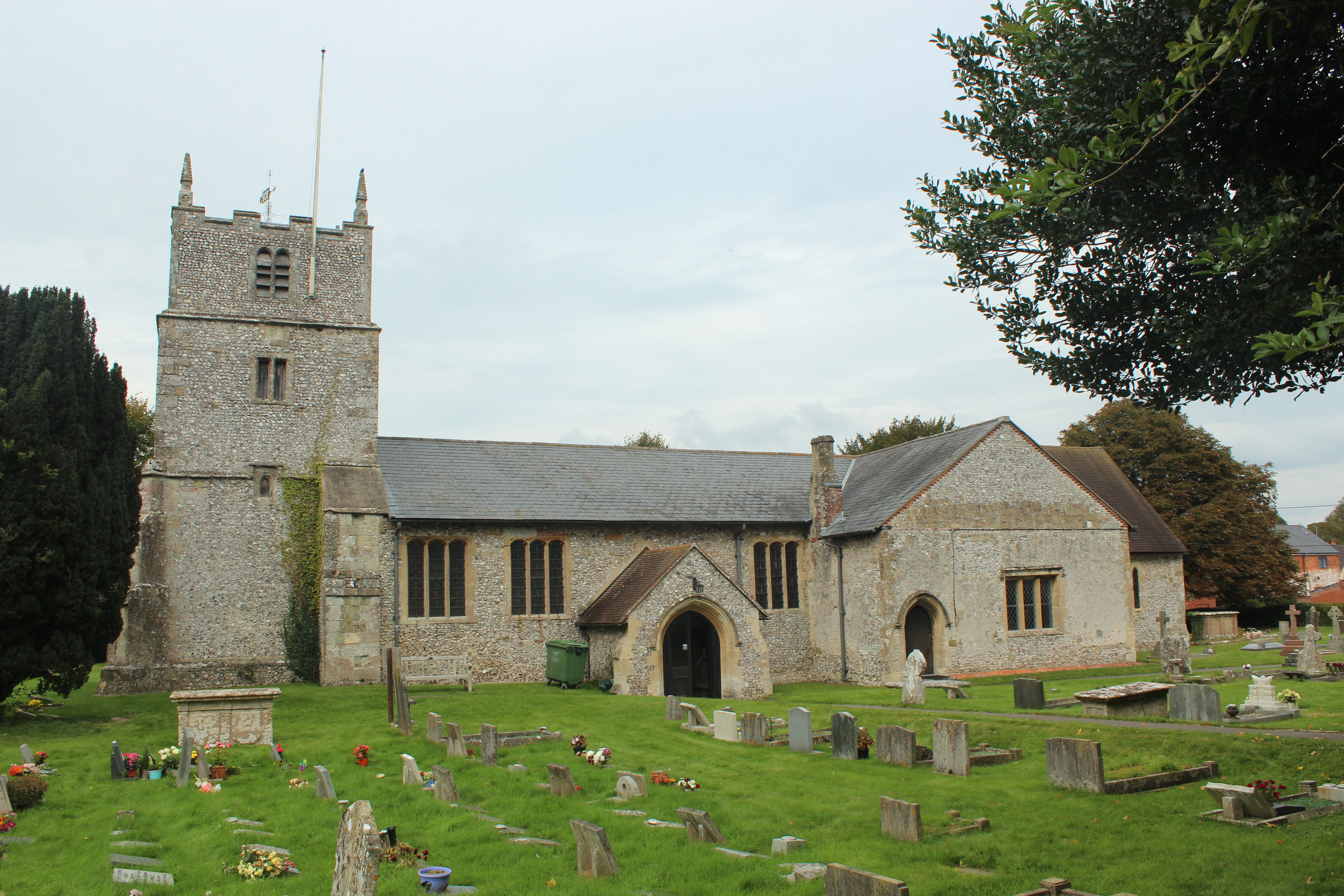
L'église paroissiale.
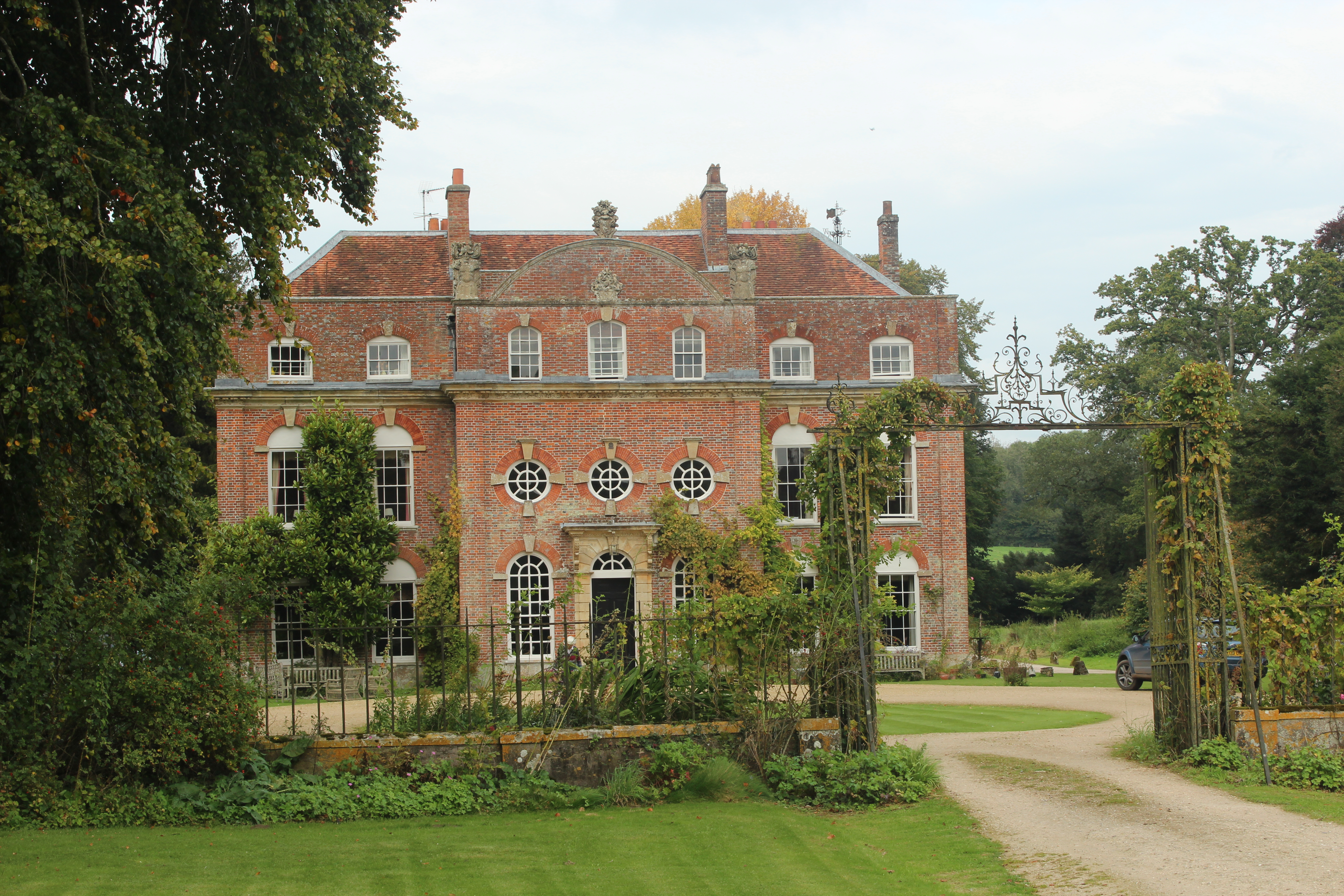
Biddesden House.

## Transports
Ludgershall se situe sur la route A342 qui relie les villes de Devizes et Andover. La ville possède de 1882 à 1961 une gare de chemin de fer desservie par les trains de la Midland and South Western Junction Railway (en).